# Painel DS234 da Organização Mundial do Comércio
DS 234 foi um caso do sistema de resolução de disputas da Organização Mundial do Comércio, que envolveu México, Canadá, e outros (reclamantes) contra os Estados Unidos (reclamado).
Por meio do processo, os reclamantes questionaram o modelo de combate ao Dumping adotado pelos EUA por meio da chamada Emenda Byrd. 
Tal emenda alterava o destino dos fundos arrecadados pelo governo estadounidense oriundos da taxação extra de produtos enquadrados na prática de Dumping por parte do país exportador. Antes da emenda, os valores assim arrecadados eram incorporados ao orçamento do governo, sendo que após a sua promulgação tais fundos passaram a servir como recursos para subsidiar a  área da indústria doméstica dos EUA que teria sido prejudicada pela oferta do produto importado a valor artificialmente desvalorizado.
Por este motivo, a emenda Byrd é, por muitos, apontada como modelo de prática anti-dumping como própria forma de subsídio à indústria doméstica. 
No caso DS 234, a ilegalidade de tal desenho normativo perante o Acordo Internacional Anti-Dumping foi declarada, decidindo, assim, o Congresso dos EUA, por anular a Emenda Byrd após o término do processo.

## Aspectos factuais
Como grande país importador, os Estados Unidos enfrentam a prática do DUMPING de forma bastante intensa. Em 2000, entretanto, estas medidas combativas alcançaram seu apogeu, na forma do Continued Dumping and Subsidy Offset Act of 2000, também conhecida como a Emenda Byrd, em homenagem ao legislador mais diretamente relacionada a sua estruturação.
Em termos gerais, a Emenda Byrd estabelecia que as multas aplicadas pelo governo dos EUA em produtos considerados ilegalmente subsidiados ou cujos preços estivessem sendo ilegalmente alavancados para baixo pelo país exportador, caracterizando, assim, o DUMPING, não mais seriam incorporados ao orçamento do governo, mas, ao contrário, seriam repassados à empresa estadunidense que havia primeiramente alertado o governo em relação à situação que culminou nesta referida multa. Logo, o dumping, quando devidamente qualificado e gerador de multa, acabaria por ajudar diretamente à indústria doméstica. Ainda por esta lógica a indústria americana se beneficiaria continuamente enquanto o DUMPING não fosse interrompido. Na prática, a medida se tornou bastante lucrativa para empresas estadunidenses. Na primeira distribuição anual dos recursos, como determinada pela emenda Byrd, quase 207 milhões de dólares foram distribuídos entre companhias que haviam apontado irregularidades caracterizadoras de dumping em produtos importados.
Em 2002, os desembolsos para empresas estadunidenses sob a Emenda Byrd alcançaram a cifra de trezentos e trinta milhões de dólares americanos.
Os desembolsos provenientes de direitos sobre produtos importados do Brasil chegaram a três milhões de dólares americanos em 2002. Pouco mais de sessenta por cento desse valor é referente a produtos siderúrgicos. As estimativas para 2003 apontam para desembolsos de pouco mais de dois milhões de dólares americanos no que tange a produtos brasileiros, sendo siderúrgicos em sua quase totalidade.

## A contenda na OMC
Quando propostas, as demandas na OMC percorrem um processo de etapas bastante complexo. 
O DS 234 percorreu todas as possíveis etapas deste procedimento, até finalmente ter sua decisão estabelecida. 
A decisão entretanto, não foi imediatamente obedecida pelo reclamado, a ponto de o Canadá adotar retaliações unilaterais, com taxação de 15% sobre os produtos estadounidenses até a sua total implementação.

### A demanda inicial
Em 21 de Dezembro de 2000 e 21 de maio de 2001, respectivamente, os querelantes solicitaram consultas aos EUA a respeito da emenda Byrd. 
Segundo os querelantes, o modelo adotado por tal emenda seria incompatível com as obrigações dos Estados Unidos à luz de várias disposições do GATT, o Acordo AD (“AD Agreement”), o Acordo SCM (“SCM Agreement”) e do Acordo da OMC (“WTO Agreement”). Em particular, acusa-se o acordo de ser incompatível com as obrigações dos Estados Unidos nas seguintes disposições: (i) artigo 18.1 da ADA em conjunto com o artigo VI: 2 do GATT e artigo 1 da ADA; (ii) do artigo 32.1 do Acordo SCM, em conjunto com o artigo VI: 3 do GATT e os artigos 4.10, 7.9 e 10 do Acordo SCM; (iii) O artigo X(3)(a) do GATT; (iv) o artigo 5.4 do ADA e artigo 11.4 do Acordo SCM; (v) O artigo 8 da ADA e do artigo 18 do Acordo SCM, (vi) O artigo 5 do Acordo SCM; e (vii) o artigo XVI: 4 do Acordo Constitutivo da OMC (Acordo de Marrakesh), o artigo 18.4 da ADA e artigo 32.5 do Acordo SCM.
Em 12 de julho de 2001, os querelantes na disputa WT/DS217 solicitaram o estabelecimento de um painel. Na reunião de 24 de Julho de 2001, o OSC adiou o referido estabelecimento de um painel.

### O Painel e seus Órgãos de Apelação
Além de um segundo pedido por parte dos querelantes para que se estabelecesse um painel, o DSB estabeleceu um painel na sua reunião de 23 de Agosto de 2001. Argentina; Canadá, Costa Rica, Hong Kong, China, Israel; Noruega e México reservaram seus direitos de terceiros (third-part rights).
Em 10 de agosto de 2001, Canadá e México solicitaram o estabelecimento de um painel. Na sua reunião de 23 de Agosto de 2001, o OSC adiou a criação de um painel. Na sequência de um segundo pedido de Canadá e México para que se estabelecesse um painel, Canadá e México, o DSB estabeleceu um painel na sua reunião de 10 de Setembro de 2001. O DSB também concordaram, em conformidade com o artigo 9 do DSU, que o painel criado para examinar a denúncia por Austrália, Brasil, Chile, CE, Índia, Indonésia, Japão, Coréia e Tailândia (WT/DS217) em 23 de Agosto de 2001 seriam também examinar a denúncia pelo Canadá e México (WT/DS234).
Em 15 de outubro de 2001, todos os 11 querelantes solicitaram ao Diretor-Geral para determinar a composição do painel. Em 25 de outubro de 2001, o painel foi composto. Em 17 de Abril de 2002, o presidente do painel informou o DSB que o este não seria capaz de completar o seu trabalho em seis meses, já que as partes tiveram a quantidade máxima de tempo para preparar apresentações e declarações verbais. Esperava-se que o painel concluísse seus trabalhos até julho de 2002.
Em 16 de Setembro de 2002, o relatório do painel foi distribuído aos Membros. O Painel concluiu que o CDSOA era incompatível com os artigos 5.4, 18.1 e 18.4 do Acordo Anti-Dumping, os artigos 11.4, 32.1 e 32.5 do Acordo de Subsídios, artigos VI: 2 e VI: 3 do GATT 1994, e XVI do artigo: 4 do Acordo da OMC. O Painel rejeitou os as alegações das partes de que o CDSOA fosse incompatível com os artigos 8.3 e 15 do Acordo Anti-Dumping, artigos 4.10, 7.9 e 18.3 do Acordo de Subsídios e X do artigo: 3 (a) do GATT 1994. Rejeitou-se, também, a alegação do México  de que CDSOA violaria artigo 5 (b) da SCM. O CDSOA é uma medida nova e complexa, aplicada em um ambiente legal complexo. Ao concluir que a CDSOA violava as disposições acima mencionadas, o painel foi confrontado por questões sensíveis sobre o uso de subsídios como medidas de defesa comercial (trade remedies). Se os membros fossem da opinião de que a subvenção é uma resposta permitida a práticas desleais de comércio, o painel sugeriria que eles esclarecessem esta questão por meio de negociações. Nos termos do artigo 3.8 do DSU, o painel concluiu que, na medida em que a CDSOA era incompatível com as disposições do Acordo Anti-Dumping, o Acordo SCM e do GATT de 1994, o CDSOA nulificou ou prejudicou benefícios para as partes sob esses acordos. O painel recomendou que a DSB requeresse aos Estados Unidos que pusessem o CDSOA em conformidade com suas obrigações sob o Acordo Anti-Dumping, o Acordo SCM, e do GATT de 1994, repelindo o CDSOA.
Em 18 de outubro de 2002, os Estados Unidos notificaram sua decisão de apelar ao Órgão de Apelação em relação a certas questões de direito abordadas no Relatório do Painel e certas interpretações jurídicas desenvolvidas pelo Painel. Em 13 de Dezembro de 2002, o Órgão de Apelação informou o DSB que não era capaz de circular o relatório no prazo de 60 dias a partir do recurso e que o relatório seria divulgado até 16 de janeiro de 2003. 

Em 16 de janeiro de 2003, o Órgão de Apelação circulou seu relatório. O Órgão de Apelação:
•       Manteve a conclusão do painel, nos parágrafos 7,51 e 8,1 do Relatório do Painel, no sentido de que o CDSOA é uma ação específica não permitida contra dumping ou subsídio, por contrária ao artigo 18.1 do Acordo Anti-Dumping e artigo 32.1 do Acordo SCM ;
•	Consequentemente, manteve a decisão do painel, no tocante aos parágrafos 7.93 e 8.1 do Relatório do Painel, no sentido de que o CDSOA é incompatível com certas disposições do Acordo Anti-Dumping e do Acordo SCM e que, portanto, os Estados Unidos não cumpriram com o estabelecido no artigo 18.4 do Acordo Anti-Dumping, e no artigo 32.5 do Acordo SCM e XVI do artigo: 4 do Acordo da OMC;
•	Manteve a decisão do Painel, no parágrafo 8.4 do Relatório do Painel, que, nos termos do artigo 3.8 do DSU, na medida em que o CDSOA é inconsistente com as disposições do Acordo Anti-Dumping e do Acordo SCM, o CDSOA nulifica ou prejudica benefícios das Partes Reclamantes no âmbito desses acordos;
•	Reverteu a decisão do painel, nos parágrafos 7.66 e 8.1 do Relatório do Painel, de que a CDSOA é incompatível com o Artigo 5.4 do Acordo Anti-Dumping e artigo 11.4 do Acordo SCM;
•	Rejeitou a conclusão do painel, no parágrafo 7.63 do Relatório do Painel, de que se pode considerar que os Estados Unidos não tenham agido de boa-fé com relação a suas obrigações sob o Artigo 5.4 do Acordo Anti-Dumping e artigo 11.4 do Acordo SCM; e
•	Rejeitou o pedido dos Estados Unidos, segundo o qual o Painel teria agido de forma inconsistente com o Artigo 9.2 do DSU não emitindo um relatório de painel separado no litígio trazido pelo México.
O Órgão de Apelação recomendou que a DSB solicitasse aos Estados Unidos que pusessem a CDSOA em conformidade com suas obrigações sob o Acordo Anti-Dumping, o Acordo SCM e do GATT 1994. Além do pedido do Canadá, o DSB adotou o relatório do Órgão de Apelação e o relatório do Painel, como modificado pelo Órgão de Apelação, em sua reunião de 27 de Janeiro de 2003

### Implementação da decisão
Em 14 de março de 2003, os reclamantes solicitaram a arbitragem nos termos do artigo 21.3 (c) do DSU para determinar o período de tempo razoável para a implementação as recomendações do DSB pelos EUA. Em 24 de março de 2003, os querelantes solicitaram ao Diretor-Geral que nomeasse o árbitro, em consulta com as partes nos termos da nota 12 do DSU. Em 4 de abril de 2003, o Diretor-Geral nomeou um árbitro. Em 13 de junho de 2003, o árbitro emitiu sua decisão às partes. O árbitro concluiu que o "período de tempo razoável" para que os Estados Unidos implementassem as recomendações do DSB e decisões deveria ser de 11 meses a partir da data de aprovação do DSB de relatórios do Painel e do Órgão de Apelação nesta disputa. O período de tempo razoável, portanto, expiraria em 27 de dezembro de 2003.
Em 14 de janeiro de 2004, o DSB foi informado de que os Estados Unidos tinham concordado mutuamente modificar o período de tempo razoável com a Tailândia, Austrália e Indonésia, respectivamente, de modo a expirar em 27 de dezembro de 2004.
Em 15 de janeiro de 2004, com o fundamento de que os EUA não tinham implementado as recomendações e decisões do ORL dentro do período de tempo razoável, Brasil, Chile, a CE, Índia, Japão, Coreia, Canadá e México solicitaram a autorização da DSB para suspender concessões nos termos do artigo 22.2 do DSU. Em 23 de janeiro de 2004, os EUA solicitaram, de acordo com o artigo 22.6 do DSU, que a questão fosse submetida à arbitragem, já que os EUA se opuseram ao nível de suspensão de concessões propostas pelas partes mencionadas. Na sua reunião de 26 de janeiro de 2004, o DSB decidiu submeter a questão à arbitragem.
Em 31 de agosto de 2004, o árbitro publicou as suas decisões. O árbitro determinou:
•	Rejeita-se a posição do Brasil, Canadá, Chile, as Comunidades Europeias, Índia, Japão, Coréia e México, que o nível de suspensão de concessões ou outras obrigações deverá ser equivalente aos desembolsos feitos pelos Estados Unidos no âmbito da medida em questão, ou seja, CDSOA. O árbitro considerou que essa interpretação não encontrava suporte nos termos do artigo XXIII do GATT de 1994 ou o DSU. O árbitro considerou oportuno que se levasse em conta o efeito econômico da medida, como foi feito  anteriormente (artigo anterior 22.6). 
•	O árbitro aplicou um modelo econômico que visasse a avaliar o efeito dos desembolsos, sob a CDSOA, sobre as exportações dos membros mencionados para os Estados Unidos e, assim, determinou um coeficiente que, multiplicado pelos valores desembolsados pelos Estados Unidos sob a CDSOA em relação aos direitos anti-dumping ou de compensação cobrados sobre as importações de cada um dos membros desses, dá uma avaliação do efeito econômico da CDSOA das exportações de cada um desses membros, para um determinado período.
Cabe ressaltar que as decisões do árbitro não provisionam um valor de comércio único e atual que não deve ser excedido pelos membros acima citados quando suspendem suas concessões ou outras obrigações vis-a-vis aos Estados Unidos. As recompensas permitem que esses membros suspendam as concessões ou outras obrigações até um valor máximo de comércio que deve ser calculado ao multiplicar a quantia de desembolsos sob o CDSOA por um ano dado pelo coeficiente calculado pelo Árbitro.

### Conclusão do caso
No dia 10 de novembro de 2004, Brasil, as Comunidades Europeias, Índia, Japão, Coreia, Canadá e México requereram autorização para suspender as concessões ou outras obrigações sob o artigo 22.7 do DSU. Na reunião do dia 26 de novembro de 2004, o DSB autorizou a suspensão das concessões. No dia 6 de dezembro de 2004, o Chile fez o pedido de suspensão das concessões e outras obrigações sob o artigo 22.7 do DSU. Em 17 de dezembro de 2004, o DSB autorizou.
No dia 23 de dezembro de 2004, 7 e 11 de janeiro de 2005, austrália, Thailandia e Indonésia atingiram um acordo com os EUA em relação à disputa. 
Em 29 de abril de 2005, as Comunidades Européias e o Canadá notificaram o Órgão de Solução de Controvérsias, pois iniciariam a suspensão das concessões e obrigações relacionadas sob o acordo do GATT de 1994 em importações de certos produtos originários dos Estados Unidos. As notificações de ambos diziam que no primeiro ano seria adicionada uma taxa ad valorem de 15% a qual seria imposta a certos produtos americanos, a qual cobriria, em um ano, um valor total de comércio que não excederia US$ 27.81 milhões (em relação às Comunidades Européias) e US$ 11.16 milhões (em relação ao Canadá) respectivamente. 
Na reunião do Órgão de Solução de Controvérsias em 17 de feveireiro de 2006, os EUA estabeleceram que o Congresso Americano aprovou o  “Deficit Reduction Act” em 1 de Feveireiro de 2006, e o Presidente assinou o Ato em acordo com a Lei em 8 de feveireiro de 2006, trazendo os EUA em conformidade com as obrigações da OMC. Os países demandantes aceitaram as mudanças efetuadas pelo Congresso, mas não concordaram com o fato dos EUA estarem em conformidade com as recomendações do Órgão de Solução de Controvérsias e suas regras